# Hamburger Schulmuseum

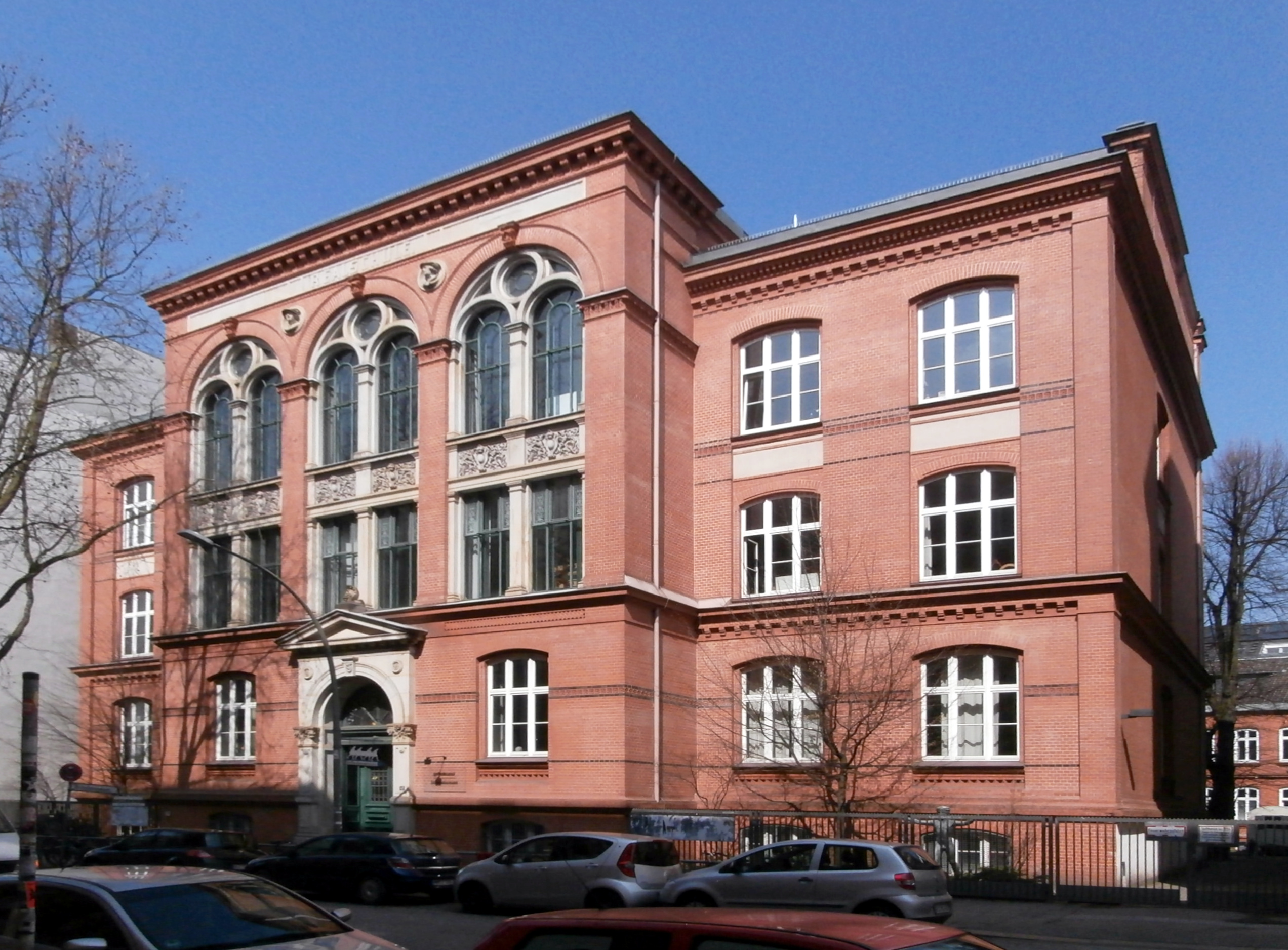
Ehemalige Realschule in der Seilerstraße 42, seit 2006 vom Schulmuseum genutzt

Das Hamburger Schulmuseum ist ein Museum für die Schulgeschichte Hamburgs. Träger des Museums ist die Behörde für Schule und Berufsbildung (BSB), die es als Außenstelle des Landesinstituts für Lehrerbildung und Schulentwicklung (LI) betreibt. Das Museum wurde 1991 in der damaligen Rudolf-Roß-Schule in der Neustädter Straße eröffnet und befindet sich seit 2006 in der Seilerstraße 42 im Stadtteil St. Pauli. Das Schulmuseum wird auch von Hamburger Schulklassen im Rahmen des Unterrichts besucht.

## Geschichte
Die Vorgeschichte des Museums begann 1988 mit dem Aufbau einer Sammlung von etwa 10.000 Exponaten aus den Beständen der Hamburger Schulen. Initiator des Projekts war Reiner Lehberger, Leiter der Arbeitsstelle für Hamburger Schulgeschichte am Fachbereich Erziehungswissenschaft der Universität Hamburg. Bei einem Forschungsprojekt zum Thema „Hamburg in der NS-Zeit“ war deutlich geworden, dass immer mehr historische Exponate von Hamburger Schulen ausgesondert und zum Teil vernichtet wurden. Ein Schulmuseum sollte Objekte und Dokumente aus der Vergangenheit des Hamburger Schulwesens sichern. Landesschulrat Wolfgang Neckel und Hans-Peter de Lorent waren Kooperationspartner des Projektes. So wurde ein Nebentrakt der Rudolf-Roß-Schule in der Hamburger Neustadt (Neustädter Straße) als erster Museumsstandort gefunden.
Das Hamburger Schulmuseums wurde am 21. Oktober 1991 im Beisein der Hamburger Schulsenatorin Rosemarie Raab und des Präsidenten der Universität Hamburg eröffnet. Im Jahr 2000 musste das Schulmuseum seinen Standort in der Neustadt aufgeben, da die dortige Schule zur Gesamtschule entwickelt wurde, seit 2010 heißt sie Stadtteilschule am Hafen. Nach dem Umzug in die Seilerstraße 42 wurde das Hamburger Schulmuseum 2006 am neuen Standort wieder eröffnet.

## Sammlung und Ausstellungen

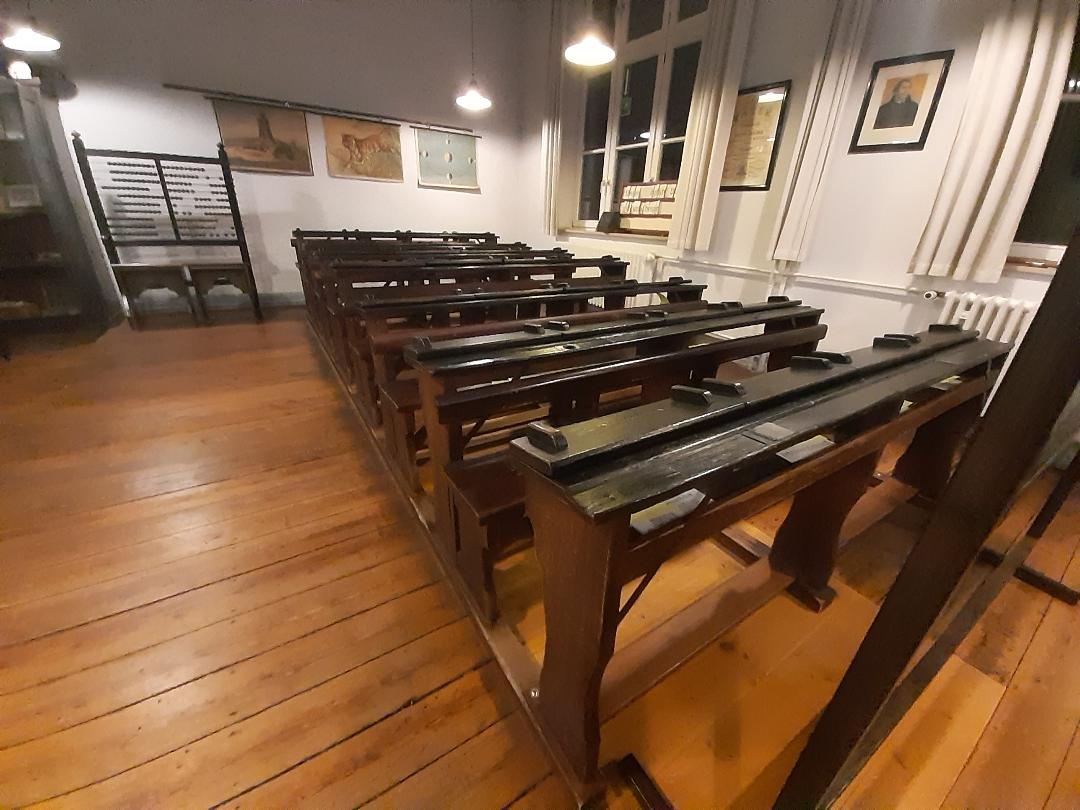
Klassenzimmer aus der Kaiserzeit

Die Sammlung des Museums umfasst die Epochen Kaiserreich / Wilhelminisums, Weimarer Republik, Nationalsozialismus und Nachkriegszeit. Thematisch werden verschiedene Aspekte des Hamburger Schulwesens adressiert, dazu gehören Unterricht, Schulgebäude und Geschichte der Pädagogik im allgemeineren Sinne.
Zu den Exponaten in der Sammlung gehören Wandkarten, Rollbilder, Fotos, Zeugnisse, Urkunden, Schulhefte, Poesiealben, Schulbücher, Schulmöbel, Schulkleidung, Geräte für schulische Experimente, Exponate wie Stopftiere und Tiere in alkoholgefüllten Gläsern, Schiefertafeln, Griffel und andere Schreibgeräte. Das Fotoarchiv des Museums entstammt ursprünglich der Fotosammlung des ehemaligen Erziehungswissenschaftlichen Seminars der Universität Hamburg. Es wurde ergänzt durch Reproduktionen aus anderen Archiven (Landesmedienzentrum, Geschichtswerkstätten u. a.), der Fotosammlung der Lichtwarkschule und Fotonachlässen einzelner Lehrkräfte und Schüler.
Die Bibliothek steht zur Einsicht zur Verfügung. Unter den weit mehr als 10.000 Exemplaren sind Bücher zu allen Unterrichtsfächern aus den verschiedenen Epochen. In der Festschriftensammlung werden Festschriften verwahrt, die von Hamburger Schulen veröffentlicht wurden.

## Gebäude in der Seilerstraße

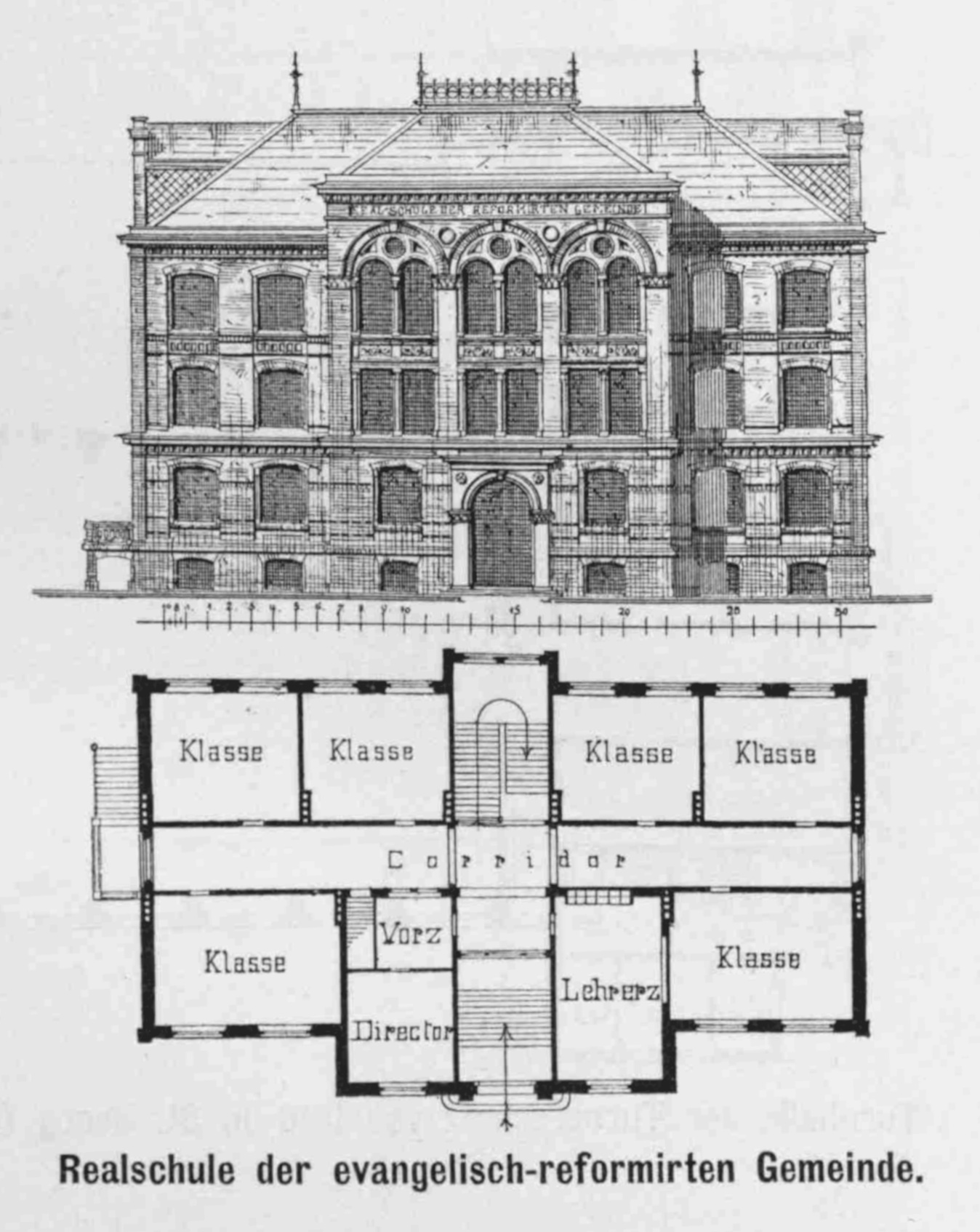
Fassade und Grundriss der Realschule in der Seilerstraße (1890)

Das Gebiet zwischen Reeperbahn, Seilerstraße und Simon-von-Utrecht-Straße diente ab 1626 dem Gewerbe der Reepschläger, die hier auf langgestreckten Bahnen Seile  (insbesondere Schiffstaue) herstellten. 1883 wurden diese Bahnen geräumt, das Gebiet parzelliert und mit repräsentativen Etagenwohnhäusern bebaut. Im Zuge dieser Planung wurden in der Seilerstraße Grundstücke für zwei Schulen bereitgestellt, die Realschule der evangelisch-reformierten Kirche (Nr. 42) und die Volksschule Seilerstraße (Nr. 41–43). Das vom Museum seit 2006 genutzte ehemalige Realschulgebäude befindet sich auf der Nordseite der Seilerstraße. Auf der gegenüberliegenden Straßenseite, zur Reeperbahn hin, befindet sich in der Seilerstraße 41–43 die ehemalige Volksschule Seilerstraße.
Das Schulgebäude in der Seilerstraße 42 wurde 1884 bis 1885 erbaut und diente einer Realschule der evangelisch-reformierten Gemeinde. Architekten waren Eduard Hallier und Hinrich Fitschen. Bis 2002 war sie als Realschule in Betrieb, nach der Renovierung wurde das Gebäude 2006 vom Hamburger Schulmuseum übernommen.
Die Grundstücke beider Schulen sind recht knapp bemessen, denn der innerstädtische Baugrund war schon zum Zeitpunkt der Parzellierung teuer. Entsprechend wird das Grundstück der Realschule mit einem dreigeschossigen Bau, dessen Klassenräumen von einem zentralen Flur aus erschlossen werden, maximal ausgenutzt. Die Fassade der Realschule ist mit Werksteingliederungen im italienischen Renaissancestil gestaltet und hebt sich insofern vom „prosaischen Gegenüber“ der Volksschule ab. Als Werkstein wurde Obernkirchener Sandstein verwendet. Die Baukosten lagen bei 220.000 Mark.
Das Gebäude der Realschule Seilerstraße steht unter Denkmalschutz.